# Herb okręgu mariampolskiego

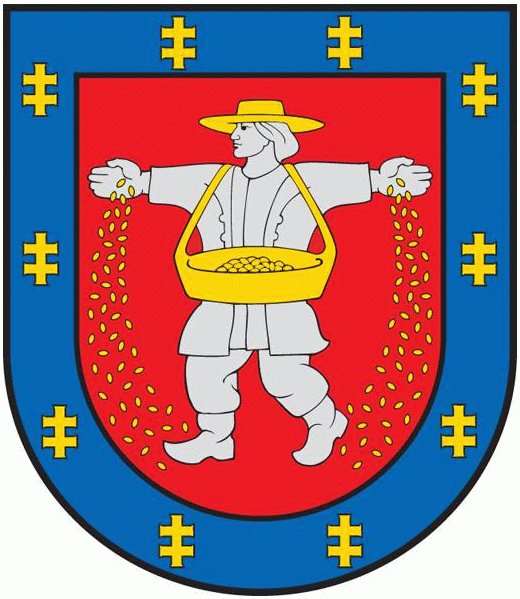
Herb okręgu mariampolskiego

Herb okręgu mariampolskiego przedstawia na tarczy o błękitnym skraju usianym dziesięcioma złotymi podwójnymi krzyżami jagiellońskimi, w polu czerwonym srebrnego siewcę siejącego złote ziarna.
Herb został przyjęty 26 lipca 2004 roku.
Autorem herbu jest Arvidas Každailis.